# اس‌ای‌آی ترابری سوپرسونیک آرام
SAI Quiet Supersonic Transport (QSST)  (به فارسی: اس‌ای‌آی ترابری سوپرسونیک آرام، کیواس‌اس‌تی) پروژه ای توسط مافوق صوت هوافضای بین‌المللی (اس‌ای‌آی) برای توسعه یک جت تجاری تجاری مافوق صوت "عملاً بدون غرش صوتی " بود. این پروژه در حدود سال ۲۰۰۰ اعلام شد و تا سال ۲۰۱۰ اطلاعیه‌های به روز رسانی را ارائه کرد. پس از سه سال بدون هیچ به روز رسانی، آخرین به روز رسانی در سال ۲۰۱۳ بود. تا تاریخ ۲۰۲۴، هیچ به روز رسانی دیگری وجود ندارد و به نظر می‌رسد این پروژه رها شده‌است.

## طراحی و توسعه
شرکت لاکهید مارتین اسکانک ورکز توسعه QSST را در می ۲۰۰۱ تحت قراردادی ۲۵ میلیون دلاری با SAI آغاز کرد. طراحی شده برای حرکت در ارتفاع ۶۰۰۰۰ فوتی (۱۸۲۸۸ متری) با سرعت ۱٫۶ تا ۱٫۸ ماخ (تقریباً ۱۲۱۸ تا ۱۳۷۰ مایل در ساعت یا ۱۹۲۰ تا ۲۲۰۴ کیلومتر در ساعت) با برد 4.70 mil.prox. این هواپیمای دو موتوره با طراحی بال مرغ دریایی برای ایجاد یک بوم صوتی تنها ۱ درصد به قدرت تولید شده توسط کنکورد طراحی شده‌است.
اس‌ای‌آی پیشنهادهای موتور را از جنرال الکتریک، پرت اند ویتنی و رولز رویس دعوت کرد. هر یک از دو موتور QSST باید ۳۳۰۰۰ پوند (تقریباً ۱۴۹۶۸ کیلوگرم) نیروی رانش تولید می کند که با قدرت موتورهای هواپیماهای سایز متوسط قابل مقایسه است. پیش‌بینی می‌شد قیمت هر هواپیما حدود ۸۰ میلیون دلار باشد. SAI پیش از رها کردن پروژه برنامه‌ریزی کرده بود که پس از تکمیل یک کنسرسیوم بین‌المللی برای ساخت جت، موتوری را انتخاب کند، اولین پرواز را در سال ۲۰۱۷ انجام دهد و تحویل مشتریان را تا سال ۲۰۱۸ آغاز کند.
کاهش انرژی بوم صوتی با افزایش نسبت طول به طول بالها، استفاده از کانارد و اطمینان از اینکه امواج فشار منفرد تولید شده توسط هر بخش از ساختار هواپیما به‌طور قابل توجهی یکدیگر را تقویت می‌کنند، به دست می‌آید و صدایی سبک بر روی زمین ایجاد می‌کند. یک بوم صوتی قابل اعتراض مانند هواپیماهای مافوق صوت معمولی.

## مافوق صوت هوافضای بین‌المللی
مافوق صوت هوافضای بین‌المللی، ال‌ال‌سی (اس‌ای‌آی) یک شرکت هوافضای آمریکایی بود. این شرکت در سال ۲۰۰۱ توسط مایکل پالسون، پسر آلن پالسون، بنیانگذار گلف‌استریم ایروسپیس، راه اندازی شد. این شرکت برای ساخت QSST کار می‌کرد، اگرچه از زمان خاموش شدن وب سایت شرکت در سال ۲۰۱۰، هیچ خبری از این پروژه وجود نداشت.